# Black and Brown!
Black and Brown! è il primo EP collaborativo tra i rapper statunitensi di Detroit Black Milk e Danny Brown, pubblicato il primo novembre del 2011 e distribuito da Fat Beats.
Sul sito Metacritic ottiene un punteggio di 71/100 basato su 5 recensioni.
| Recensione | Giudizio |
| ---------- | -------- |
| Spin       | [ 2 ]    |
| Pitchfork  | [ 2 ]    |

## Tracce
1. Sound Check (instrumental) – 1:08 (musica: Black Milk)
2. Wake Up – 2:27 (testo: Curtis Cross, Daniel Sewell – musica: Black Milk)
3. Loosie – 2:52 (testo: Cross, Sewell – musica: Black Milk)
4. Zap – 3:30 (testo: Cross, Sewell – musica: Black Milk)
5. Jordan VIII – 1:32 (testo: Cross, Sewell – musica: Black Milk)
6. Dada – 2:03 (testo: Cross, Sewell – musica: Black Milk)
7. WTF (instrumental) – 1:12 (musica: Black Milk)
8. LOL (remix) – 3:01 (testo: Cross, Sewell – musica: Black Milk)
9. Dark Sunshine (instrumental) – 1:12 (musica: Black Milk)
10. Black & Brown – 3:39 (testo: Cross, Sewell – musica: Black Milk)

Durata totale: 22:36
Traccia bonus di iTunes
1. Nandos – 1:14 (testo: Sewell)

## Classifiche
| Classifica (2011)         | Posizione massima |
| ------------------------- | ----------------- |
| US Heatseekers Albums     | 33                |
| US Top R&B/Hip-Hop Albums | 74                |